# David Torn
David Torn (Amityville, 26 maggio 1953) è un chitarrista statunitense di musica sperimentale.

## Biografia
Dopo due dischi pubblicati per la ECM come membro degli Everyman Band ed uno come membro del quartetto di Jan Garbarek (It's OK to Listen to the Gray Voice), nel 1985 pubblica per l'etichetta tedesca il suo primo disco solista, Best Laid Plans. Viene acclamato dalla critica l'album pubblicato due anni dopo Cloud About Mercury, registrato col trombettista Mark Isham e con la sezione ritmica dei King Crimson, Tony Levin e Bill Bruford.
Da allora diventa musicista richiestissimo, sia come chitarrista che come produttore, e lo si può trovare accanto a David Sylvian, David Bowie, Ryūichi Sakamoto, Ravi Shankar, Andy Summers, Tori Amos. Particolarmente intensa la sua collaborazione con Mick Karn. Partecipa alle colonne sonore di diversi film tra cui Kalifornia (1993), Traffic (2000) e Il grande Lebowski (1998).
Nel 1992 gli viene diagnosticato un tumore al cervello che riuscirà a sconfiggere ma che lo renderà sordo dall'orecchio destro. Torn continua la sua attività di mixaggio non solo dei suoi dischi, ma anche di musicisti come Jeff Beck, Tim Berne e John Zorn, analizzando graficamente la musica.

## Discografia

### Album in studio
- 1984 – Best Laid Plans
- 1987 – Cloud About Mercury
- 1990 – Door X
- 1994 – Polytown (con Karn e Bozzio)
- 1995 – Tripping Over God
- 1996 – What Means Solid, Traveller?
- 1996 – Guitar Oblique (con Vernon Reid e Elliott Sharp)
- 2000 – Textures for Electronica and Film Music (come Splattercell)
- 2001 – OAH (come Splattercell)
- 2004 – Friday Night Lights-Soundtrack
- 2007 – Prezens